# Karl Josef Narr
Karl Josef Narr (* 9. Juni 1921 in Düsseldorf; † 12. Januar 2009 in Münster) war ein deutscher Prähistoriker.

## Leben
Narr wurde 1940 Soldat in der Wehrmacht und geriet in Kriegsgefangenschaft, aus der er 1946 aus den USA zurückkehrte. Im gleichen Jahr begann er seine Studien an der Universität Bonn in den Fächern Vor- und Frühgeschichte, Ethnologie und Geologie, ergänzt um Vorlesungen in Klassischer Archäologie, Philosophie und Geschichte. 1950 wurde er in Bonn mit einer Arbeit über das Jungpaläolithikum promoviert. In den Jahren von 1965 bis zu seiner Emeritierung 1986 war er Professor für Ur- und Frühgeschichte an der Universität Münster. von 1974 bis 1977 war er Dekan des Fachbereichs Alte und Außereuropäische Sprachen und Kulturen.

## Veröffentlichungen (Auswahl)
- Das frühe Jungpaläolithikum des Rheinlandes im Rahmen der gleichzeitigen europäischen Kulturen. Dissertation, maschinengeschrieben. Bonn, Philosophische Fakultät 1950.
- als Mitverfasser: Deutsche Geschichte bis zum Ausgang des Mittelalters (= Handbuch der deutschen Geschichte. Band 1). Akademischer Verlag, Essen 1953.
- mit Rafael von Uslar und A. Marschall: Die vor- und frühgeschichtliche Besiedlung des Bergischen Landes. 1954.
- Das Rheinische Jungpaläolithikum: Zugleich ein Beitrag zur Chronologie der späten Altsteinzeit Mittel- und Westeuropas (= Beihefte der Bonner Jahrbücher. Band 4). Habelt, Bonn 1955.
- als Mitverfasser: Abriss der Vorgeschichte. Oldenbourg, München 1957.
- Die Steinzeit. Städtisches Museum, Göttingen 1959.
- Ur- und frühgeschichtliche Beziehungen zwischen Europa und Asien. Limbach, Braunschweig 1960.
- Urgeschichte der Kultur (= Kröners Taschenausgabe. Band 213). Kröner, Stuttgart 1961.
  - Übersetzungen auch in niederländischer und englischer Sprache im Jahre 1964.
- Handbuch der Urgeschichte. 2 Bände. Francke, Bern/München 1966/1975.
- Studien der älteren und mittleren Steinzeit der niederen Lande. Habelt, Bonn 1968.
- Der Neanderthaler und sein Entdecker: Johann Carl Fuhlrott und die Forschungsgeschichte. Neanderthal-Museum, Mettmann 2001, ISBN 3-935624-02-6.